# Avenida Ruiz Huidobro
La avenida Ruiz Huidobro es una de las principales avenidas de los barrios de Saavedra y Núñez de la ciudad de Buenos Aires, Argentina.
Tiene como característica especial que en su tramo como avenida (desde la calle Melian hasta la Ricardo Balbín) posee un pequeño bulevar.

## Toponimia
Recibe su nombre en honor a Pascual Ruiz Huidobro (Orense, España, 1752 – Mendoza, Argentina, marzo de 1813), marino español de larga carrera en el Virreinato del Río de la Plata, que luchó contra las Invasiones Inglesas como gobernador de Montevideo.

## Recorrido
La avenida Ruiz Huidobro comienza en la avenida del Libertador n.º 8102 frente a la Escuela de Mecánica de la Armada y termina en la avenida Triunvirato 6590, pocos metros luego de cruzar avenida Ricardo Balbín, a la altura del parque Sarmiento. Su largo es de poco más de 3 km y sus calles paralelas inmediatas son, en prácticamente todo su recorrido,  Besares y Correa.

## Historia
Antiguamente se llamaba calle Junio, ya que las calles de Saavedra que están al norte de la calle Crisólogo Larralde (excepto Manzanares y Jaramillo), se denominaban como los meses del año, a continuación se muestran ejemplos:
| Calle                         | Nombre anterior |
| ----------------------------- | --------------- |
| García del Río (carril sur)   | Enero           |
| García del Río (carril norte) | Febrero         |
| Paroissien                    | Marzo           |
| Vilela                        | Abril           |
| Besares                       | Mayo            |
| Ruiz Huidobro                 | Junio           |
| Correa                        | Julio           |
| Ramallo                       | Agosto          |
| Arias                         | Septiembre      |
| Deheza                        | Octubre         |
| Pico                          | Noviembre       |
| Vedia                         | Diciembre       |

Su actual nombre fue establecido por una Ordenanza del 27 de noviembre de 1893.
Por ella circulaba un tramo del arroyo Medrano, formando remansos y lagunas hasta que fue entubado a mediados del siglo XX.
A lo largo de gran parte de su recorrido existió una villa miseria que prácticamente desapareció al incendiarse en 1957 más de 500 de sus casillas de madera, chapa y papel alquitranado. Parte de esa villa se trasladó a lo que hoy día conforma el llamado Barrio Presidente Mitre, creado en 1958, a 100 metros de Ruiz Huidobro.

## Características
La avenida Ruiz Huidobro recorre los barrios de Saavedra y Nuñez. Tiene como característica principal el hecho de ser de carácter residencial, con muy pocos comercios sobre la misma.
Durante ciertas horas de la noche es fácil recorrer 10 o 15 cuadras sin encontrarse a nadie caminando por la avenida, esto ocurre sobre todo en el tramo de la avenida comprendida entre el cruce con la Avenida San Isidro Labrador y la calle Melian. 
La avenida recorre variadas zonas del barrio de Saavedra, pasando por zonas de casas y edificios bajos.
En otros tramos del recorrido se pueden encontrar grandes edificios (de más de 20 pisos), alternándose con otras zonas donde solo se encuentran casas.
En el tramo correspondiente al barrio de Nuñez se intercalan edificios y casas hasta llegar a la Avenida del Libertador donde solo se encuentran edificios altos.

## Transporte

### Automotor
El Transporte por auto es fluido debido a la poca densidad de población que se encuentra en la avenida y zonas cercanas, un ejemplo de ello es que la avenida cuenta con pocos edificios altos, con la excepción de un tramo de 5 manzanas, donde existen 5 torres altas.

### Transporte de carga
La Avenida Ruiz Huidobro en el tramo desde la Avenida Roberto Goyeneche hasta la Avenida Ricardo Balbín forma parte de las arterias integrantes de la Red de Tránsito Pesado de la Ciudad de Buenos Aires.

### Autopistas
La Avenida General Paz y la Autopista Panamericana se encuentran muy próximas a la Avenida Ruiz Huidobro, facilitando el transporte.

### Colectivo
Por la Avenida circulan muy pocos colectivos, solo la línea 71 de colectivos posee dentro de su recorrido un pequeño tramo de la avenida. Otras líneas cruzan la Avenida a la altura de la Avenida Ricardo Balbín y a la altura de la calle Holmberg y la Avenida Roberto Goyeneche entre otras, entre ellas están las líneas 67, 76, 110.

### Bicisenda (carril bici)
La Avenida Ruiz Huidobro cuenta con una bicisenda en un tramo de la misma, la cual consiste en un circuito llamado “Circuito de la Salud Interbarrial”, que pasa por los barrios de Villa Pueyrredón, Saavedra, Coghlan, Villa Urquiza y Belgrano.
Esta bicisenda ha traído más de un problema por no ser respetada por muchos vecinos.
Existe además otra bicisenda de 20 km llamada "Bicisenda Interparques" la cual pasa por el barrio de Saavedra entre otros.

## Plazoleta (cantero)
La avenida posee desde el cruce con la calle Washington y hasta el cruce con la calle Valdenegro unas plazoletas de aproximadamente entre 1 a 2 metros de ancho, las cuales varían según el tramo y dividen la avenida en ambos sentidos. 
Estas plazoletas poseen césped y en el caso del tramo del cruce de las calles Washington y Tronador, arbustos y algunos árboles como un gomero que se encuentra ubicado en el medio de la avenida en su cruce con la calle Tronador.

## Arroyo Medrano
Por debajo de parte de la Avenida Ruiz Huidobro se encuentra entubado el Arroyo Medrano, el cual ha desbordado en ocasiones provocando serias inundaciones en los años 1980 y 1985. La causa de estas se debió a las sudestadas que provocaron que el agua del arroyo alimentada por fuertes lluvias no pudiese salir al Río de la Plata ocasionando así crecidas de hasta un metro y medio de agua en la zona.

## Puente de Ruiz Huidobro

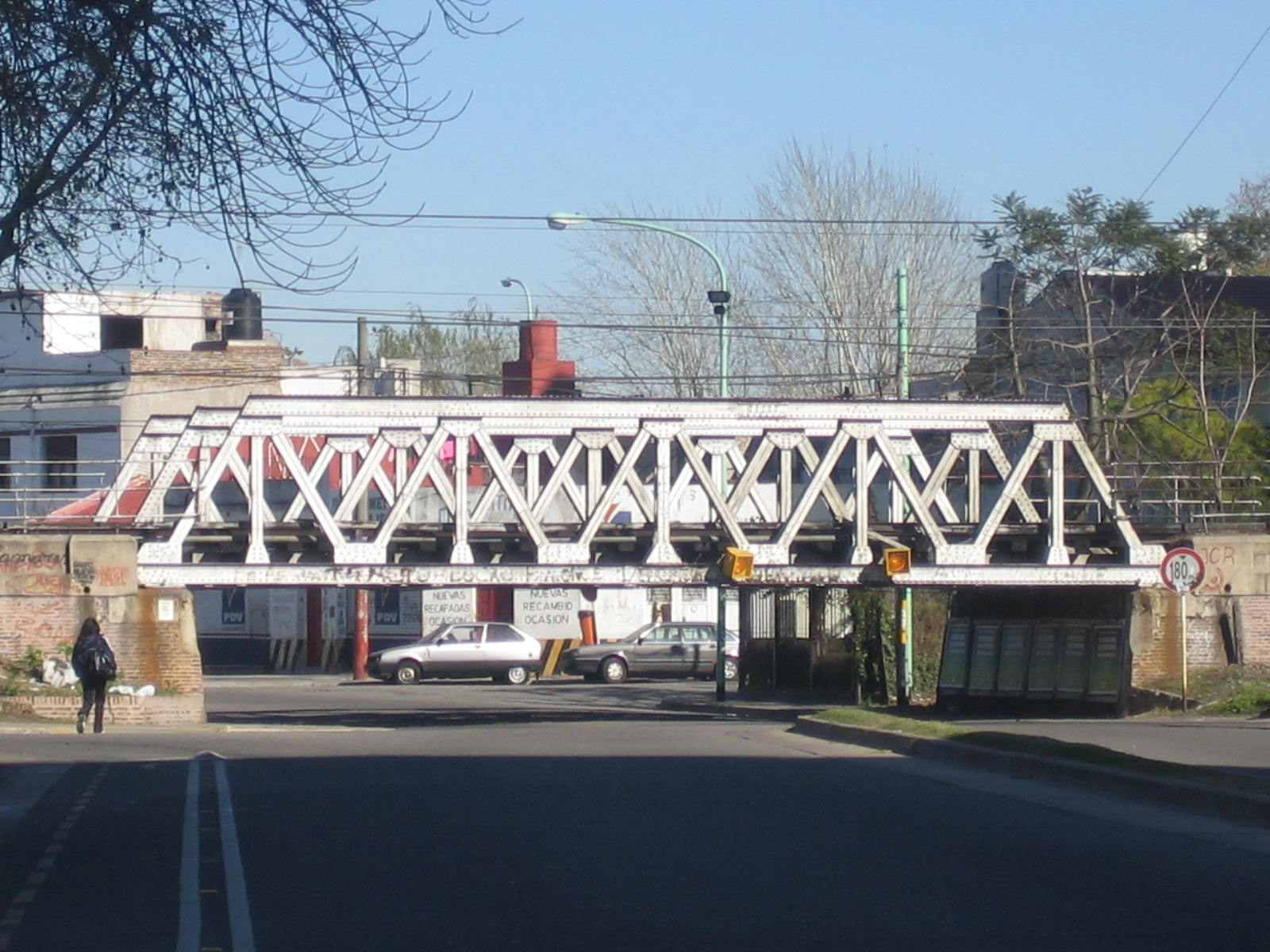
Puente de Ruiz Huidobro.

Existe un puente de ferrocarril que se encuentra en la esquina de Ruiz Huidobro y las calles Plaza, de un lado del mismo, y la calle Olof Palme (antes llamada Plaza Oeste) en el otro lado. Unos metros antes del puente existen 2 carteles indicadores informando que la altura del cruce es de 1,8 m., siendo la altura real de 2,2 m. aproximadamente. El error en la medición del puente se debe a que dicha altura era la que poseía el puente original que cruzaba el Arroyo Medrano (que corre actualmente entubado bajo parte de la avenida). Actualmente la altura indicada por los carteles es la que el puente poseía antes de que el arroyo se entubara y se construyera luego la Avenida Ruiz Huidobro encima. 
Algunos viejos vecinos de Saavedra aseguran que algunas góndolas pasaba por debajo del puente original antes del entubamiento del arroyo.

## Zona residencial
Se puede decir que la Avenida Ruiz Huidobro es residencial en la totalidad de su recorrido, existiendo algunas zonas más tranquilas, que coinciden con el tramo más angosto de la avenida que es la sección de la avenida que inicia en el cruce con la Avenida Melian hasta la finalización de la misma en la Avenida del Libertador, de hecho en este tramo solo existe un sentido en la dirección del tráfico.
Otra zona bien diferenciada es la que se inicia en la Avenida Melian y acaba en la calle Galván. Esta es mucho más ancha que la anterior y posee durante 4 cuadras una zona de grandes torres, al finalizar esta en la calle Tronador, se encuentran algunos comercios desperdigados hasta llegar a la calle Galván. En este tramo la avenida tiene doble sentido de circulación.

### Parroquia Presentación del Señor
En la Avenida Ruiz Huidobro al 3521 (en la cuadra sobre la esquina con la Avenida Melian) se encuentra una parroquia católica, en la que se desarrollan grupos de apoyo y reflexión para jóvenes.

### Edificios destacados de la avenida

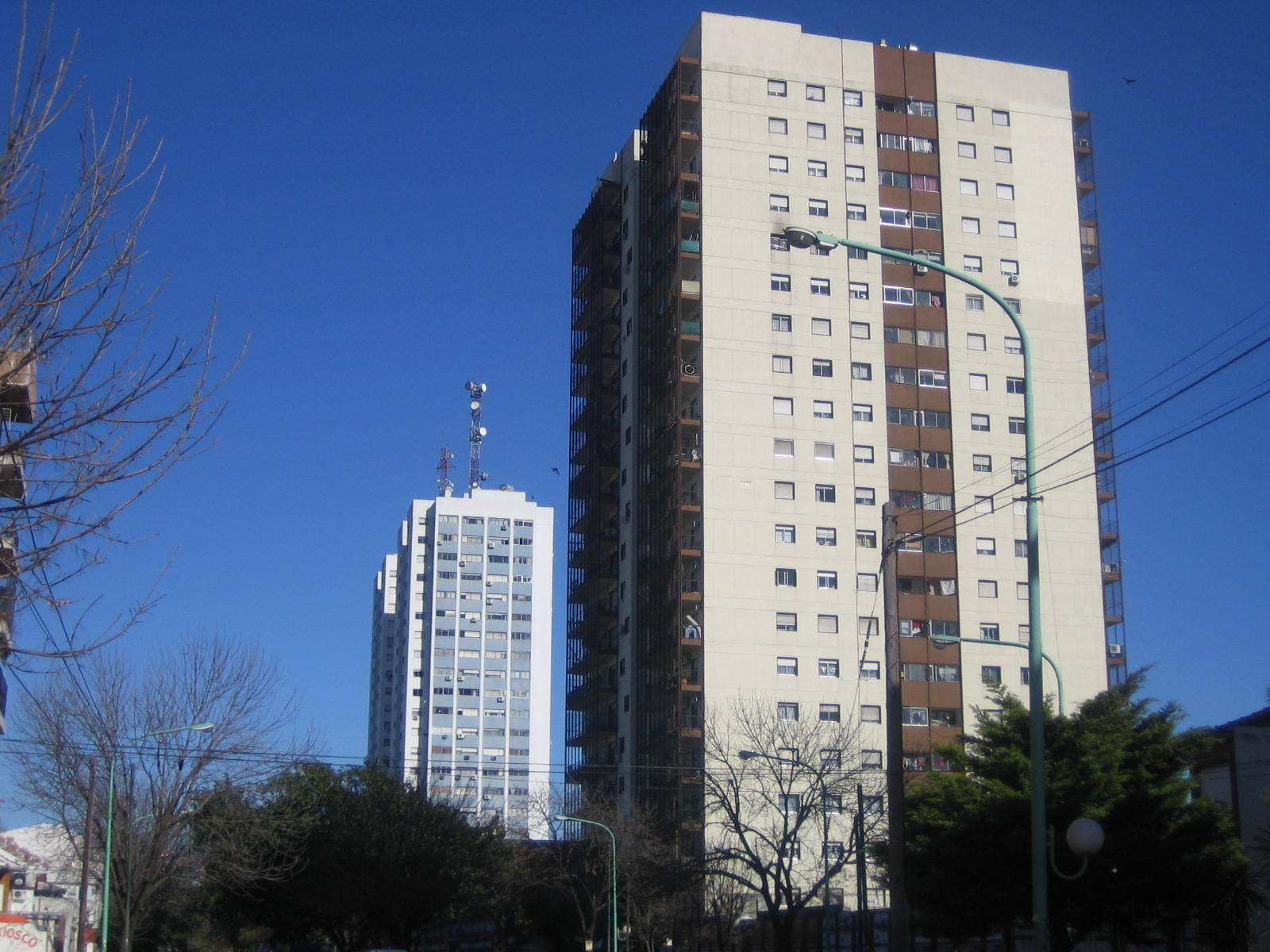
Vista de varias torres de la avenida.

Desde el número 3600 (que corresponde al cruce con la Avenida Melian) y hasta el 4000 (correspondiente al cruce con la calle Tronador, se encuentran sobre la Avenida Ruiz Huidobro 5 grandes torres construidas durante la década del '70 por los militares, siendo ahora los habitantes de las mismas en su mayoría población civil, las mismas son conocidas como "Torres de Ruiz Huidobro".
Estas torres cuentan todas con más de 20 pisos, salvo una de ellas que es más baja.

### Barrio Mitre
Cerca de las torres de Ruiz Huidobro (a menos de 100 metros de algunas de ellas), se encuentra el llamado Barrio Presidente Mitre (más conocido como "Barrio Mitre") el cual es un barrio humilde "no oficial" dentro de Saavedra construido luego del incendio que tuvo lugar el 1/1/57 siendo la calle Correa la que separa el barrio de las manzanas con las torres mencionadas.

## Zona comercial
Si bien la avenida no se caracteriza por ser comercial, en el tramo comprendido por entre las calles Estomba y Plaza, se encuentran muchos comercios, siendo estos posibles de dividirse en 2 grandes grupos:
- La galería de negocios de la cuadra desde la calle Tronador a la calle Plaza (del lado par de la numeración de la Avenida Ruiz Huidobro). Estas galerías fueron construidas a finales de la década de 1980, esta galería posee aparcamiento propio gratuito por ser muy ancha su vereda.
- El mercado de la cuadra desde la calle Tronador a la calle Plaza (del lado impar de la numeración de la Avenida Ruiz Huidobro). Este mercado cambió de dueños muchas veces, pasando en forma alternada de ser un mercado de pequeños almacenes a ser una cadena de supermercados, luego pasó a ser un supermercado administrado por coreanos del norte.

### "La Esmeralda"

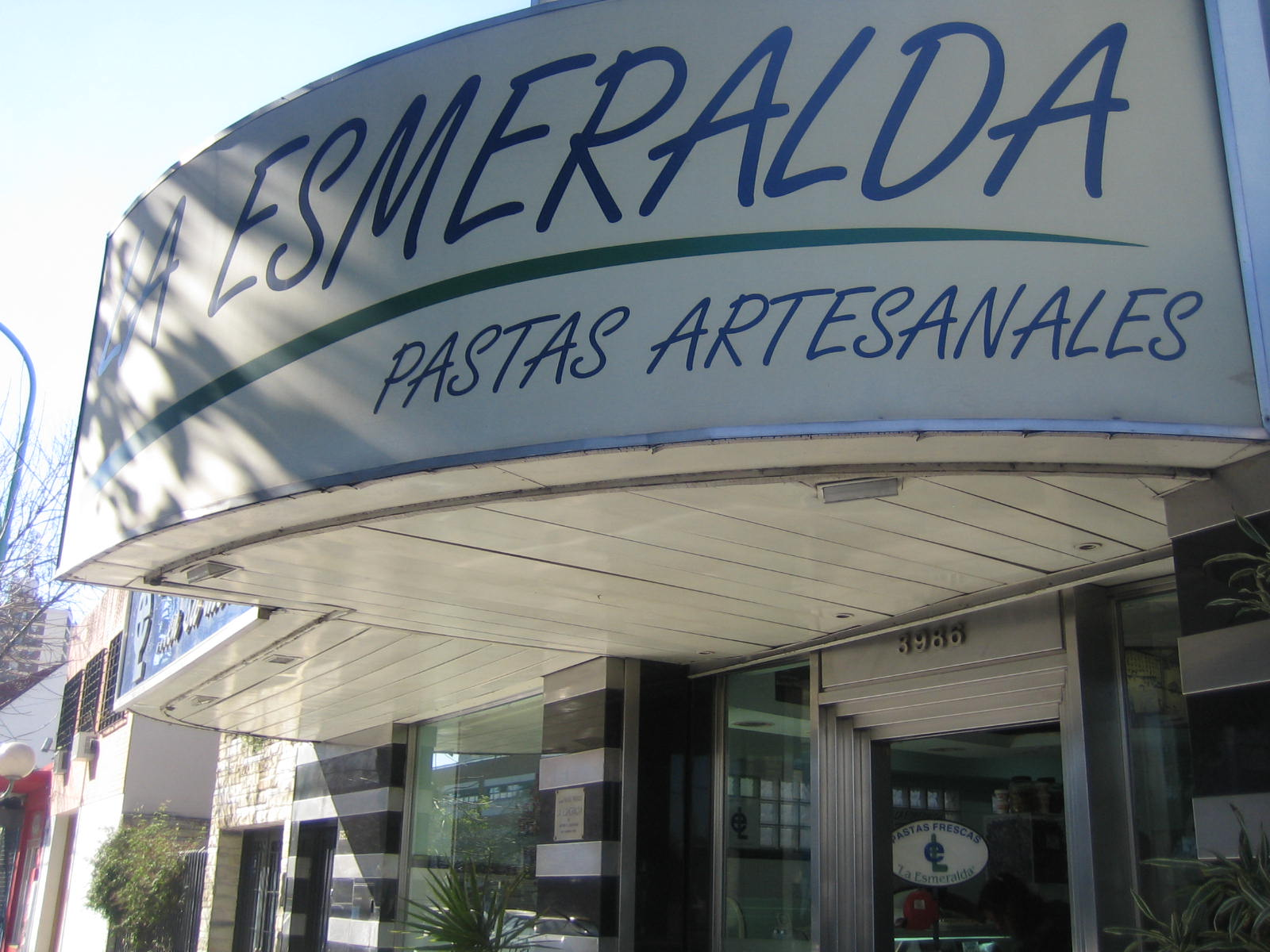
Cartel en el frente del negocio.

El último de los comercios de esta pequeña zona comercial es la fábrica de pastas caseras llamada "La Esmeralda", la cual es famosa en todo el barrio de Saavedra, y en otros barrios vecinos, debido a la calidad de su pasta artesanal y por la antigüedad que tiene el comercio, razón por la cual los domingos por la mañana es habitual ver formar colas de personas que esperan para comprar pasta (el hecho de que se produzcan las colas solo los domingos se debe a que es tradición en Buenos Aires comer pasta este día de la semana al mediodía).
Un dato curioso de este negocio es que existe desde el año 1956, siendo su primer emplazamiento en la calle Esmeralda en el centro de la ciudad, cambiando luego el emplazamiento al lugar que mantiene actualmente, el origen del nombre es entonces el nombre de la calle en el que se encontraba originalmente, nombre que mantiene a pesar de que lleva más tiempo en la actual ubicación que en la original.

### DOT Baires Shopping
EL 13 de mayo de 2009 se inauguró el centro comercial llamado DOT Baires Shopping la zona de influencia de este "shopping" llega incluso hasta la Avenida Ruiz Huidobro, por la cercanía de esta a dicho centro comercial.

## Galería de imágenes

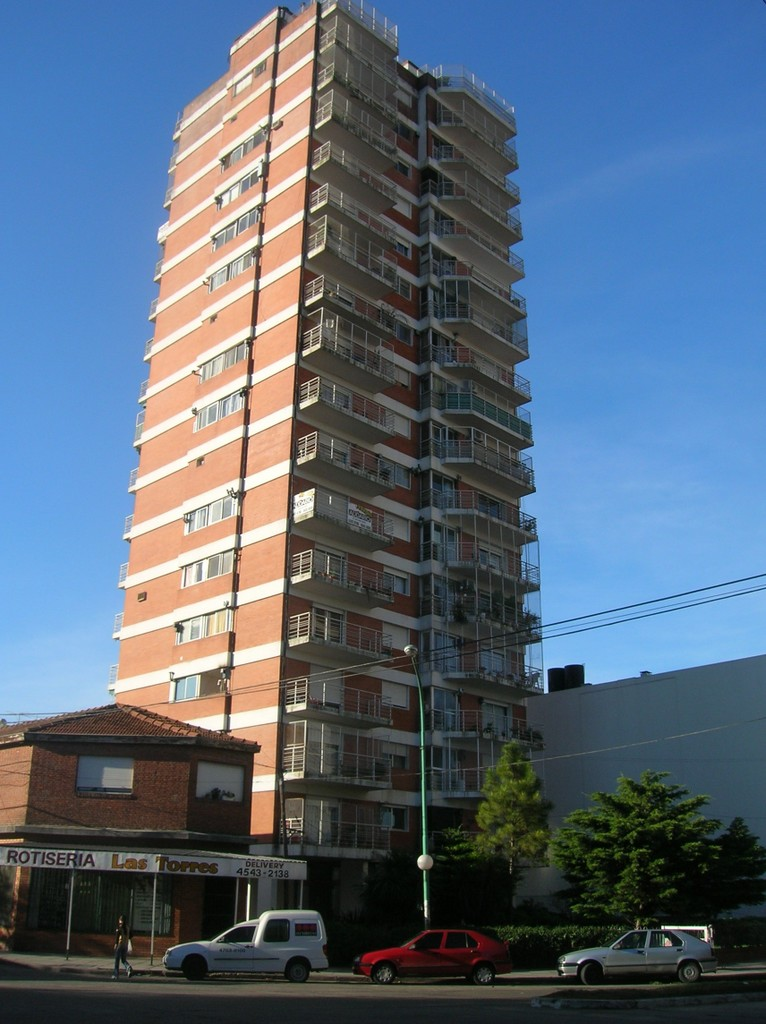
Torre ubicada en la esquina de Avenida Ruiz Huidobro y la calle Washington.
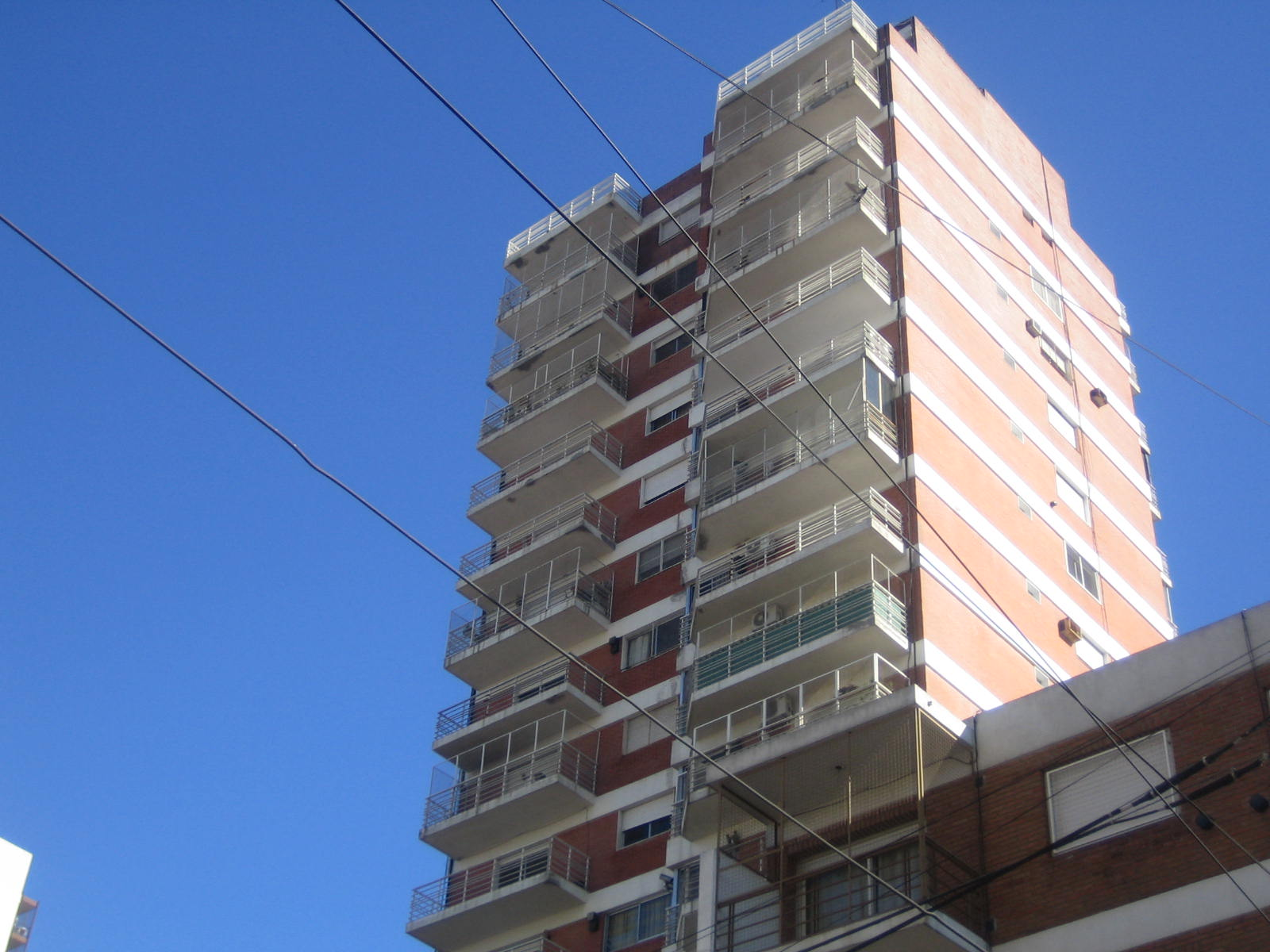
Misma torre.
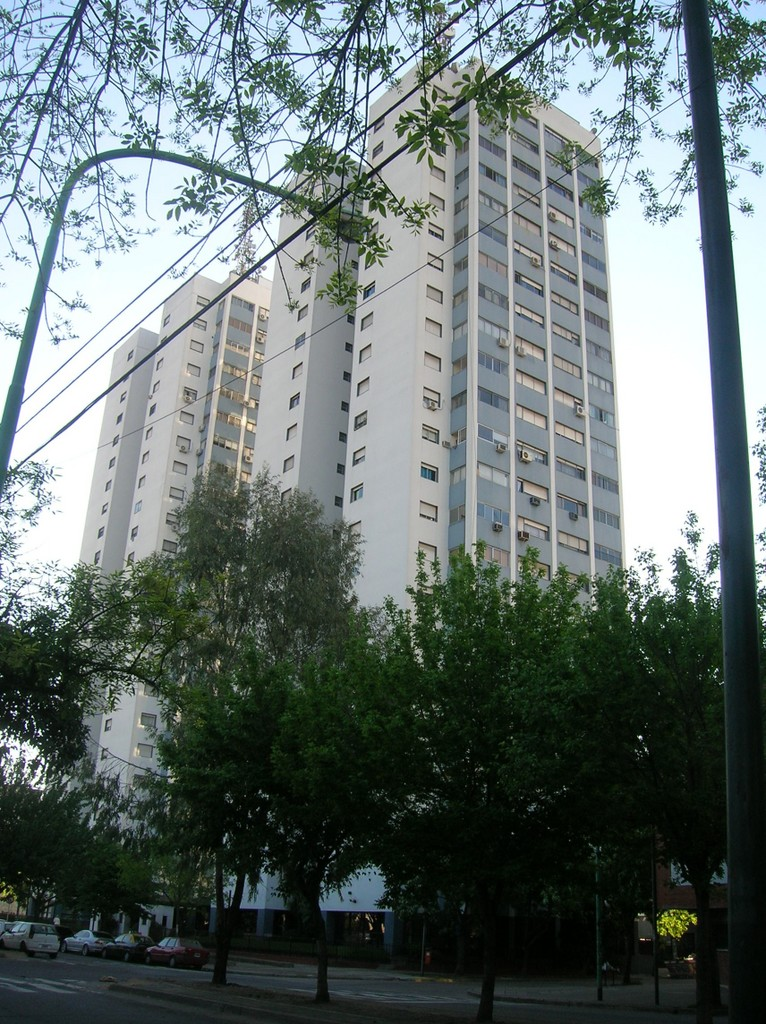
Torres de Ruiz huidobro 3923 y 3935.
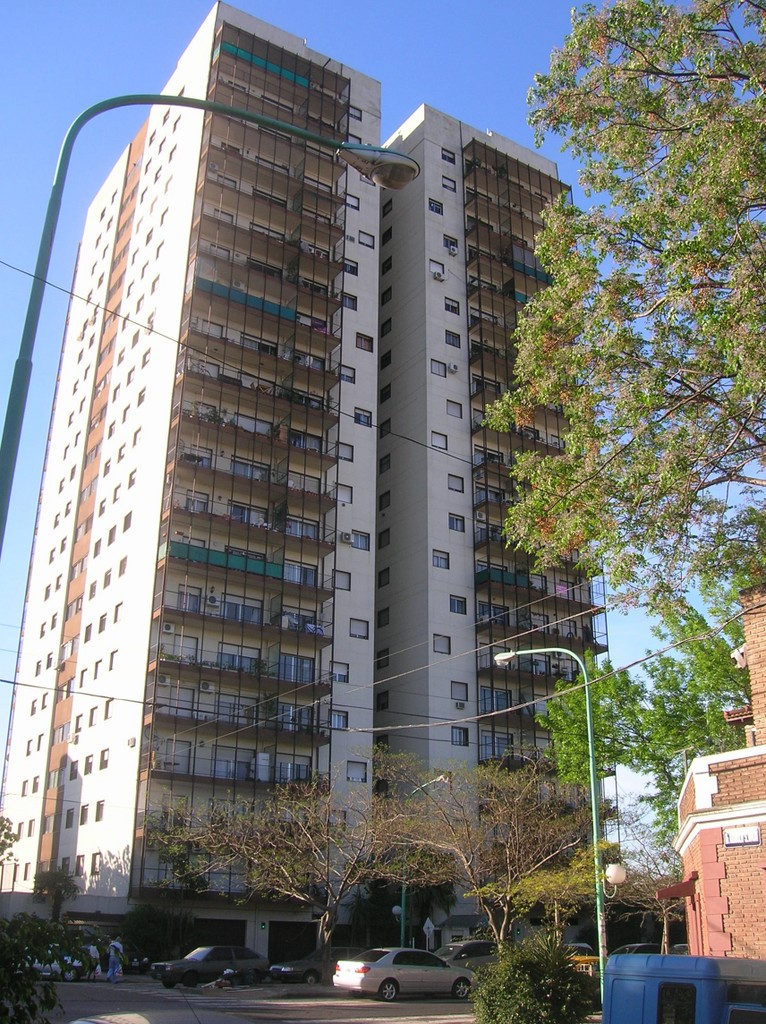
Torres del 3737 de la Avenida Ruiz Huidobro.
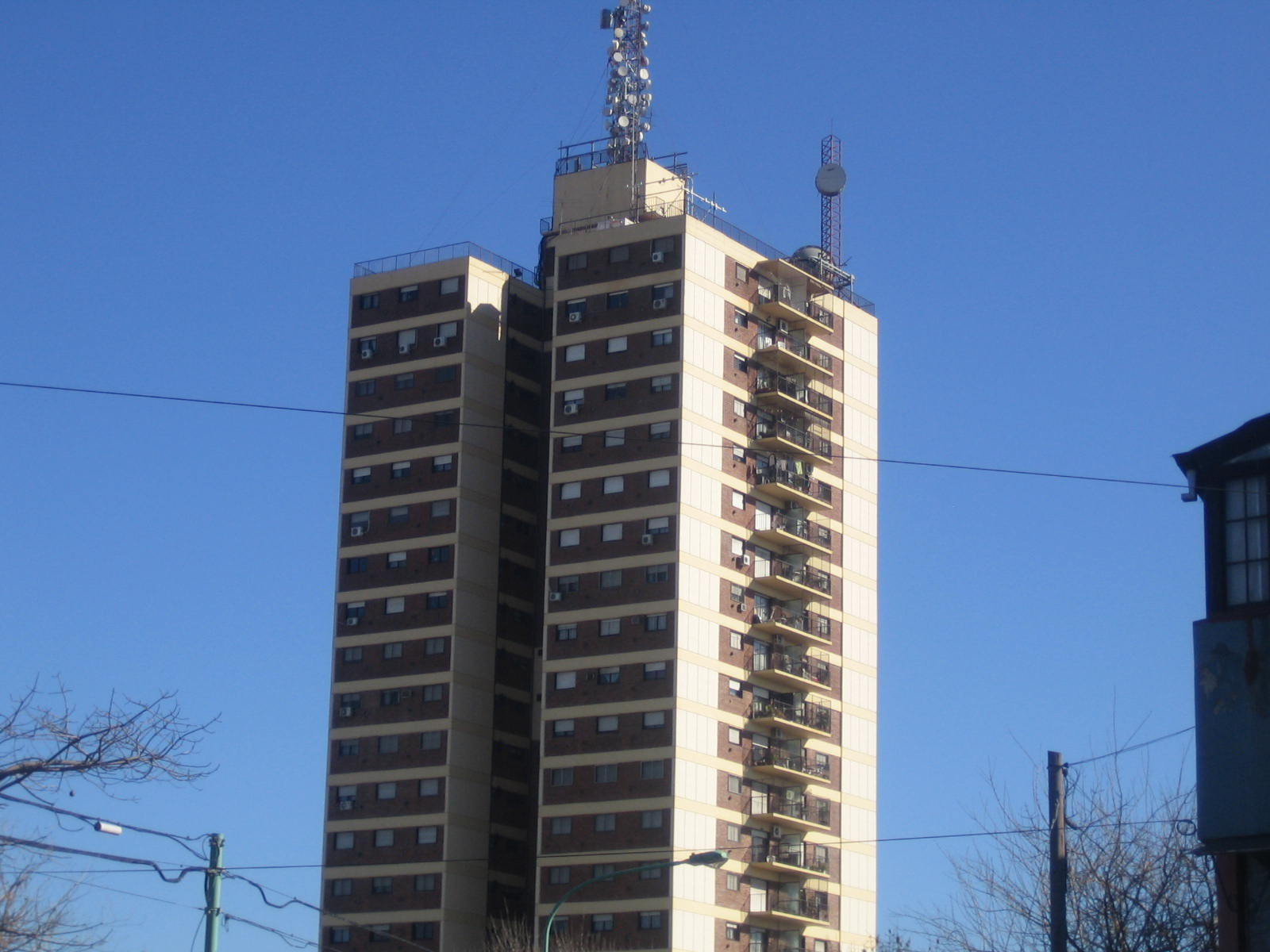
Torre del 3640 de la Avenida Ruiz Huidobro.
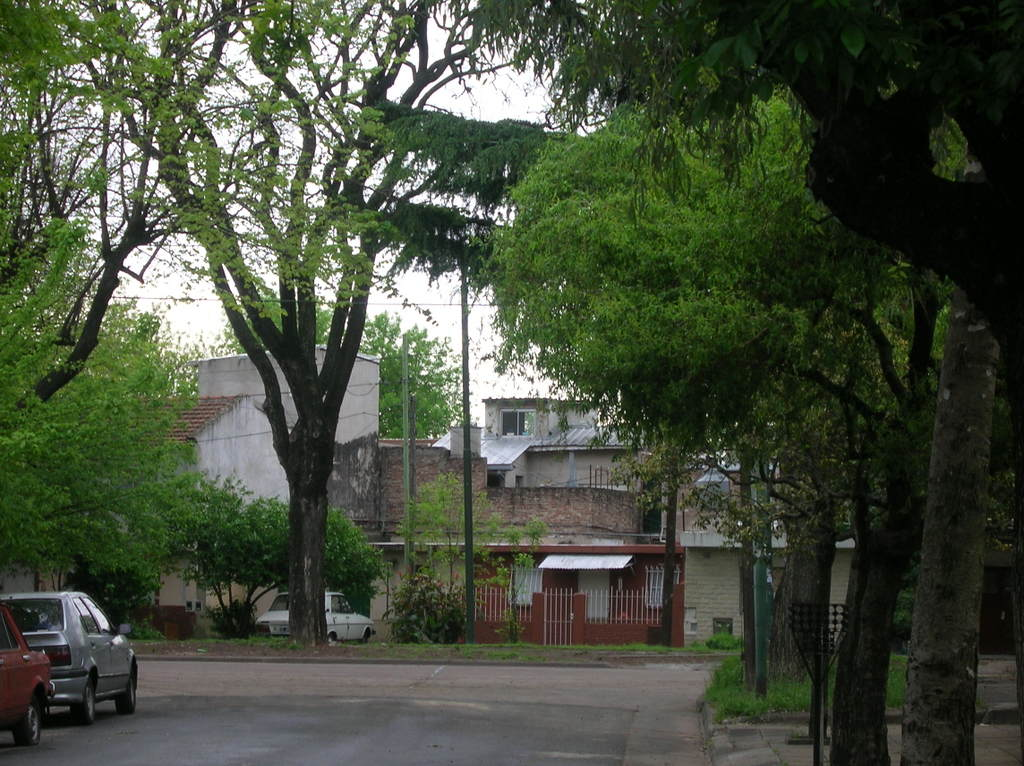
Entrada al Barrio Mitre, ubicado a 100 metros de la Avenida Ruiz huidobro.